# Monika Ludwig
Monika Ludwig (Köln, 1966) é um matemática austríaca, professora do Institut für Diskrete Mathematik und Geometrie da Universidade Técnica de Viena.

## Formação e carreira
Monika Ludwig obteve um diploma de engenharia em 1990 na Universidade Técnica de Viena, com um doutorado em 1994, orientada por Peter Gruber, com a tese Asymptotische Approximation konvexer Körper. Nesta época trabalhou como assistente contratad. De 1994 a 2000 permaneceu na Universidade Técnica de Viena como assistente e professora extraordinária. De 1999 a 2000 foi professora convidada na University College London. Em seguida esteve até 2001 no Instituto Politécnico da Universidade de Nova Iorque, trabalhando com Erwin Lutwak. Em 2002 foi professora visitante na Universidade de Berna. Em 2007 foi para o Instituto Politécnico da Universidade de Nova Iorque. Em 2010 retornou como professora para a Universidade Técnica de Viena.
Em 2012 foi eleita fellow da American Mathematical Society. Para 2020/21 está listada como palestrante plenária do Congresso Europeu de Matemática.
A partir de 2011 foi membro correspondente e a partir de 2013 membro pleno da Academia Austríaca de Ciências.

## Publicações selecionadas
- M. Ludwig, Matthias Reitzner: A characterization of affine surface area, Advances in Mathematics, Volume 147, 1999, p. 138–172
- M. Ludwig: Projection bodies and valuations, Advances in Mathematics, Volume 172, 2002, p. 158–168
- M. Ludwig: Ellipsoids and matrix valued valuations, Duke Mathematical Journal, Volume. 119, 2003, p. 159–183.
- M. Ludwig: Minkowski valuations, Transactions of the American Mathematical Society, Volume 357, 2005, p. 4191–4213.
- M. Ludwig: Intersection bodies and valuations, American Journal of Mathematics, Volume 128, 2006, p. 1409–1428
- M. Ludwig, M. Reitzner: A classification of SL(n) invariant valuations, Annals of Mathematics, Volume 172, 2010, p. 1223–1267, Abstract
- M. Ludwig: Minkowski areas and valuations, Journal of Differential Geometry, Volume 86, 2010, p. 133–162
- M. Ludwig: General affine surface areas, Advances in Mathematics, Volume 224, 2010, p. 2346–2360, Arxiv
- M. Ludwig, Karoly Boroczky: Minkowski valuations on lattice polytopes, Journal of the European Mathematical Society, Volume 21, 2019, p. 163–197, Arxiv
- M. Ludwig, Andrea Colesanti, Fabian Mussnig: Valuations on Convex Functions, Int. Math. Res. Not. 2019, Nr. 8, p. 2384–2410, Arxiv

Em dezembro de 2020 tinha um índice h de 22 e foi citada 2341 vezes (Google Scholar).